# Dentinalia forsteri
Dentinalia forsteri là một loài bướm đêm trong họ Geometridae.